# Chlorops declinata
Chlorops declinata är en tvåvingeart som beskrevs av Becker 1912. Chlorops declinata ingår i släktet Chlorops och familjen fritflugor. Inga underarter finns listade i Catalogue of Life.